# Muzeum Przyrodnicze w Jeleniej Górze
Muzeum Przyrodnicze w Jeleniej Górze – utworze zostało 12 września 1954 roku. Początkowo (do 1976 roku, kiedy przyłączono Cieplice do Jeleniej Góry) funkcjonowało jako Muzeum Przyrodnicze w Cieplicach Śląskich-Zdroju. Podwaliną tej instytucji były pozostałości ogromnej kolekcji rodziny Schaffgotschów (gromadzone od XVI w.), które przechowywane były do 1945 roku w klasztorze pocysterskim, "Długim Domu" oraz pałacach Schaffgotschów w Cieplicach i Sobieszowie.

## Historia
Początkowo Muzeum Przyrodnicze mieściło się w "Długim Domu" (część dawnego klasztoru cysterskiego, obecnie mieści się tam hotel Uzdrowiska Cieplice), a w 1967 zostało przeniesione do Pawilonu Norweskiego w Parku Norweskim w Cieplicach. W 2009 roku Miasto Jelenia Góra przejęło część dawnej prepozytury zakonu cystersów (gdzie do 1945 roku mieściło się część zbiorów) i w 2013 roku przeniosło się tam Muzeum Przyrodnicze. Remont trwał w latach 2010-2013. Zakończył się oficjalnie 17 sierpnia 2013 roku. Od 12 sierpnia 2013 roku formalnie nową siedzibą Muzeum Przyrodniczego w Jeleniej Górze jest część północna obiektu poklasztornego, dawnej siedziby prepozytury w Cieplicach opactwa w Krzeszowie (od końca XVI w. do 1810 roku), później siedziby Biblioteki Majorackiej Schaffgotschów (od 1 lipca 1834 do 8 maja 1945 roku), następnie Stacji Naukowej i Biblioteki im. J. S. Bandtkego (od 8 czerwca 1947 do II poł. 1948), składnicy muzealnej Ministerstwa Kultury i Sztuki (od 1949 do 1951 roku), ostatnio pełniącej funkcję pralni, stolarni, magazynów gospodarczych i obrony cywilnej Uzdrowiska Cieplice (w latach 1952-2009).

## Zbiory Muzeum
Muzeum Przyrodnicze w swoich zbiorach posiada m.in.: 30.000 okazów owadów, 4000 muszli, 2000 okazów skał, minerałów i skamieniałości, 1000 dermoplastycznych modeli ptaków, 200 rogów i poroży, 200 ptasich jaj, 70 dermoplastycznych preparatów ssaków, 50 przekrojów drzew, 40 okazów skórek, 20 dermoplastycznych okazów płazów, gadów, ryb i mokrych bezkręgowców, 10 zabytkowych modeli dermoplastycznych (stan na grudzień 2010 roku).
Ponadto Muzeum Przyrodnicze posiada ok. 2.000 obiektów zbiorów historycznych (m.in. pocztówki, zdjęcia, odznaki, monety) oraz zbiory pomocnicze: gipsowe odlewy grzybów (250 sztuk), ule figuralne (20 sztuk) i inne przedmioty.

### Wystawy stałe
1. Wystawa plenerowa Mikroświat plac przed wejściem głównym (zachodnim) i plac przed wejściem bocznym (wschodnim - od strony Uzdrowiska Cieplice)
2. Wystawa stała plenerowa uli Pasieka Karkonoska na posesji Muzeum przed wejściem głównym.
3. Wirydarz klasztorny
4. Stała prezentacja malowideł naściennych, na parterze Muzeum, przedstawiających fragmenty z żywota św. Bernarda z Clairvaux, Barokowe freski w cieplickiej prepozyturze klasztoru cysterskiego w Krzeszowie fundacji opata Bernarda Rosy z 1689 roku.
5. Naturalny skarbiec Karkonoszy i Kotliny Jeleniogórskiej" (parter)
6. Historia Cieplic, klasztoru i uzdrowiska" (parter)
7. Klasa Przyrodnicza
8. Schaffgotschowie i ich zbiory
9. Pszczoły i ludzie
10. Rogi i poroża
11. Barwny świat ptaków"  (pierwsze piętro)
12. Tajemniczy świat grzybów"  (pierwsze piętro)
13. Niesamowity świat owadów" (pierwsze piętro)
14. Taki był Skarbiec Śląska"  (pierwsze piętro)
15. Tymczasowa wystawa stała Ssaki Eurazji  (dla grup zorganizowanych, udostępniana po wcześniejszym umówieniu)